# جون ريتشارد إيدن
جون ريتشارد إيدن هو سياسي كندي، ولد في 14 أكتوبر 1859.